# (1566) Icare
Pour les articles homonymes, voir Icare (homonymie).
(1566) Icare (désignation internationale (1566) Icarus) est un astéroïde Apollon, herméocroiseur, cythérocroiseur et aréocroiseur.

## Découverte
L'astronome Walter Baade (1893-1960) découvre Icare le 27 juin 1949, à l'observatoire Palomar, sur une plaque photographique d'une région de la constellation zodiacale du Scorpion proche de l'étoile Antarès, qu'il a prise la nuit du 26, avec 60 min d'exposition, à l'aide du télescope Schmidt de 48″ (122 cm) d'ouverture (actuel télescope Samuel-Oschin),,,. L'annonce de la confirmation de sa découverte intervient le 28 juillet suivant.

## Désignation
À la suite de la découverte d'Icare, celui-ci est temporairement désigné comme le Baade('s) object (« objet de Baade »),,. Lorsque est confirmée l'annonce de sa découverte, il reçoit la désignation provisoire 1949 MA,,,. En janvier 1950, il reçoit la désignation permanente (1566)  et le nom Icarus, Walter Baade ayant accepté le nom Icarus (« Icare ») proposé par l'astronome Robert C. Cameron (1925-1972), de l'université de l'Indiana, et George E. Folkman, de Mount Clemens dans le Michigan.

## Intérêts
Dans l'histoire de la radioastronomie, Icare est le premier astéroïde détecté par radar : en juin 1968, l'antenne de 37 m de l'observatoire Haystack, à Westford (Massachusetts), et celle de 64 m de l'observatoire de Goldstone, à Barstow (Californie), permettent l'observation d'Icare alors qu'il passe à proximité de la Terre.
Icare est associé aux premières réflexions sur les stratégies de destruction ou de déviation d'astéroïdes ou d'autres objets géocroiseurs potentiellement dangereux : début 1967, alors qu'Icare s'apprête à passer près de la Terre en juin 1968, le professeur Paul E. Sandorff, de l'Institut de technologie du Massachusetts, donne à ses étudiants de deuxième cycle en ingénierie des systèmes un exercice — fictionnel — consistant à concevoir un plan d'urgence pour empercher la collision d'Icare avec la Terre ; le projet d'étudiants est connu comme l'Icarus project (« projet Icare »), leur rapport final inspirera le scénariste Edmund H. North (1911-1990) lors de l'écriture de l'histoire du film Meteor (Météore), qui, à sa sortie en 1979, attirera l'attention du public sur les risques d'impacts d'objets géocroiseurs et les potentielles stratégies de défense,.
Icare est suspecté d'être la cause des Ariétides

## Caractéristiques orbitales
Icare, situé sur une orbite très excentrique (e = 0,83), s'éloigne au plus loin au-delà de l'orbite de Mars, à 1,969 unité astronomique du Soleil, ce qui le fait entrer dans la bordure intérieure de la ceinture d'astéroïdes. Au plus près du Soleil, Icare est situé à seulement 0,187 unité astronomique, soit la moitié de la distance moyenne entre le Soleil et Mercure. L'astéroïde croise ainsi l'orbite des quatre planètes internes, à savoir Mercure, Vénus, la Terre et Mars, et s'approche ainsi régulièrement de ces dernières.

### Rapprochements avec la Terre
Icare passe à proximité de la Terre tous les 19 ans.
Son dernier passage remonte au 16 juin 2015, où Icare s'est approché de la Terre à 0,05383 ua (8 053 000 km ; 20,95 fois la distance Terre-Lune). Avant cela, Icare était passé près de la Terre le 11 juin 1996, à 0,10119 ua (15 138 000 km), presque 40 fois la distance Terre-Lune. La prochaine approche notable aura lieu le 11 juin 2043, à 0,0586 ua (8 770 000 km) de la Terre.
Lors de ces rapprochements, Icare s'approche régulièrement à 6 400 000 kilomètres de la Terre.[Passage contradictoire] En 1968, il passa à seulement 0,042482 ua (6 355 200 km) de la Terre.

## Icare dans la science-fiction
Dans la nouvelle d'Arthur C. Clarke Un été sur Icare, l'auteur raconte l'histoire d'un astronaute échoué sur la face nocturne de l'astéroïde alors que celui-ci est au plus près du Soleil. Le survivant se trouve alors obligé de se déplacer continuellement pour rester dans l'ombre, de peur de mourir sous l'intense chaleur du soleil.
Dans le roman de Gregory Benford Dans l'océan de la nuit, Icare se met à dégazer, ce qui modifie son orbite et le met sur une trajectoire de collision avec la Terre. L'astronaute chargé de le miner découvre qu'il s'agit en fait d'une épave extraterrestre.